# Albin Waczyński
Albin Waczyński (Choroszcz, 1 de junio de 1929 - Choroszcz, 3 de febrero de 2003), Un pintor, psiquiatra y especialista en construcción de hospitales. 

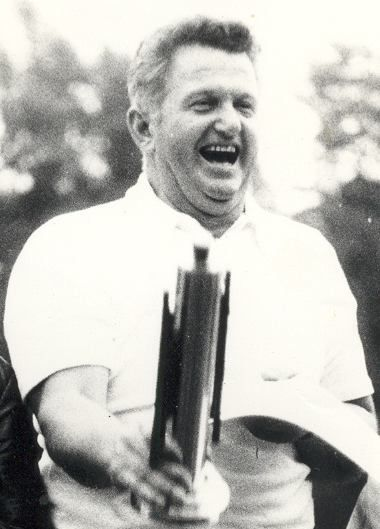
Albin Waczyński.

Estudió medicina en la Academia de Medicina de Bialystok y arquitectura en la Universidad Técnica de Varsovia. Durante 15 años trabajaba de médico en el hospital psiquiátrico en Choroszcz. Creó la Sociedad de Amigos de Choroszcz y desde 1980 era el Presidente Honorario de la Sociedad de Bellas Artes de Bialystok. Fue acuarelista y pintó la arquitectura antigua de su ciudad familiar, Bialystok, Suprasl, Tykocin y Dubrovnik. Creó también paisajes de Podlasie, bodegones y retratos. Sus obras presentaba en Polonia y en el extranjero: en Bulgaria, Estados Unidos, Rumania y Hungría. En 1972 fue galardonado por el ministro de Cultura y en 1993 recibió el premio de oro.
- Datos: Q8193676
- Multimedia: Albin Waczynski / Q8193676